# Кіран Кларк
Кіран Кларк (англ. Ciaran Clark; нар. 26 вересня 1989, Лондон) — англійський футболіст ірландського походження, півзахисник клубу «Ньюкасл Юнайтед» та збірної Ірландії. На умовах оренди грає за клуб «Шеффілд Юнайтед».